# Ignacio Scocco
Ignacio Scocco (ur. 29 sierpnia 1985 w Santa Fe) – argentyński piłkarz występujący na pozycji ofensywnego pomocnika. Zawodnik klubu River Plate.

## Kariera klubowa
Ignacio Scocco zawodową karierę rozpoczynał w 2003 roku w klubie Newell’s Old Boys. W argentyńskiej Primera División zadebiutował 4 kwietnia 2004 roku podczas wygranego 1:0 meczu z San Lorenzo, kiedy to w 60. minucie zmienił Juliana Vásqueza. W sezonie 2003/2004 Scocco pełnił rolę rezerwowego, jednak następnie wywalczył sobie miejsce w podstawowej jedenastce. Razem ze swoim zespołem został mistrzem Argentyny turnieju Apertura w sezonie 2004/2005. 29 stycznia 2006 roku strzeliła oba gole dla Newell’s Old Boys w wygranym 2:0 pojedynku z Quilmes rozegranym w ramach pierwszej kolejki turnieju Clausura w sezonie 2005/2006. Dwie bramki Scocco zdobył także w zwycięskim 3:1 spotkaniu trzeciej kolejki przeciwko River Plate. Łącznie w sezonie 2005/2006 zawodnik Newell’s Old Boys strzelił 13 bramek w 35 ligowych występach.
Latem 2006 roku Scocco za 2,5 miliona dolarów odszedł do meksykańskiego UNAM Pumas. Miał w nim zastąpić Joaquína Botero i Bruno Marioniego, którzy odeszli kolejno do San Lorenzo i Deportivo Toluca. Scocco stał się podstawowym zawodnikiem nowej drużyny i jednym z jej najlepszych strzelców. W sezonie 2006/2007 strzelił 11 goli w 32 meczach, zdobył między innymi hat-tricka zremisowanym 3:3 pojedynku przeciwko Querétaro FC. Podczas rozgrywek 2007/2008 Argentyńczyk w 34 występach strzelił 12 goli.
18 czerwca 2008 roku Scocco podpisał 3-letni kontrakt z AEK-iem Ateny. Kierownictwo greckiego zespołu zapłaciło za transfer 1,5 miliona euro, a umowa zagwarantowała piłkarzowi pensję 650 tysięcy euro rocznie. Scocco w sezonie 2008/2009 zanotował 27 występów w pierwszej lidze (wszystkie w podstawowym składzie) i strzelił w nich 6 bramek. Zaliczył także 9 asyst, co było najlepszym wynikiem rozgrywek.

## Kariera reprezentacyjna
W latach 2004–2005 Scocco rozegrał 12 meczów i zdobył 3 gole dla reprezentacji Argentyny do lat 20, z którą w 2005 roku zdobył Młodzieżowe Mistrzostwo Świata.
15 kwietnia 2005 roku trener seniorskiej reprezentacji Argentyny – José Néstor Pekerman powołał Scocco do kadry na towarzyskie spotkanie przeciwko Chile, jednak wychowanek Newell’s Old Boys w meczu tym nie wystąpił. 3 czerwca Scocco dostał powołanie na pojedynek z Portoryko, jednak z powodu kontuzji nie mógł znaleźć się w meczowej kadrze.
Alfio Basile, który został trenerem reprezentacji Argentyny w 2006 roku, w 2008 roku powołał Scocco na nieoficjalny mecz towarzyski z Gwatemalą. Spotkanie zostało rozegrane 6 lutego, a piłkarz wszedł na boisko na ostatnie 10 minut za Ezequiela Lavezziego. W sierpniu były gracz UNAM Pumas znalazł się w kadrze na pojedynek przeciwko Wenezueli, jednak nie doczekał się w nim oficjalnego debiutu w drużynie narodowej.